# Polifosfati
I polifosfati sono composti inorganici, che hanno formula generale (HPO3)n e (HPO2)n. 
Mescolati ai comuni detersivi aumentano le dimensioni della schiuma, e migliorano l'effetto dei saponi grazie alla loro capacità di legarsi agli ioni di calcio (Ca++) e magnesio Mg++.
In idraulica, svolgono funzioni anticalcare e anticorrosive: agiscono creando una pellicola all'interno delle tubature, evitando così al magnesio e al calcio di aderire alle pareti dei condotti.
Sono usati a vario scopo anche in campo alimentare.

## Struttura e formazione

Struttura dell'acido trifosforico
Acido polifosforico
Trimetafosfato ciclico
Adenosina difosfato (ADP)

| Controllo di autorità | Thesaurus BNCF 61393 · LCCN (EN) sh91005155 · BNF (FR) cb12152779b (data) · J9U (EN, HE) 987007537084205171 |